# グラハム・ハンコック
グラハム・ハンコック（Graham Hancock, 1950年8月2日 - ; Grahamは/ˈɡreɪ.əm/ グレイアムに近い音で発音されることが一般的）は、イギリス・エディンバラ生まれの作家。元『エコノミスト』誌東アフリカ特派員。

## 業績
1995年に出版された『神々の指紋』（日本では1996年刊行）は、有史以前の超古代文明についての考察がなされており、全世界で600万部を超える世界的なベストセラーになった。その後も、旺盛に著作活動を続け、『創世の守護神』『神々の世界』『異次元の刻印』などを記した。
日本ではTBS系『日立 世界・ふしぎ発見!』での「『神々の指紋』特集」などで有名になった。『神々の指紋』（上巻）はオリコン書籍チャートでは1996年9月9日付 - 10月14日付まで6週連続1位を記録した。
『神々の世界』においては、日本の与那国島沖の海底地形を海底遺跡であると言及し、実際に来日して調査した結果を載せている。
ただし著書については、他の本からの引用が多い、否定された説の焼き直し、事実の歪曲やありもしない事実の捏造をしているという批判がある。
『人類の発祥、神々の叡智、文明の創造、すべての起源は「異次元（スーパーナチュラル）」にあった』では、シャーマンの意識状態によって異次元にいる存在とコンタクトできると主張している。
2022年には、Netflixが8回シリーズのドキュメンタリー番組「太古からの啓示」を放送した。

## 日本に対して
2000年6月、『サンデー毎日』のインタビューに答える形で
「日本以外ではほとんど知られていないけれど、私は縄文（縄文時代）を古代世界でもっとも重要な文化と位置づけています」
「縄文土器は、素晴らしい古代世界の結晶です。縄文人が作った土器を手にすると、電流のようなものに打たれて、縄文人の知的水準の高さ、創造力、あるいは芸術的センスといったものが、歳月を超えて伝わりました。」
と語っている。

## 著書

### 単著
- 『援助貴族は貧困に巣喰う』武藤一羊監訳、朝日新聞社、1992年4月。ISBN 4-02-256361-3。
- 『神々の指紋』 上、大地舜訳、翔泳社、1996年2月。ISBN 4-88135-348-9。
- 『神々の指紋』 下、大地舜訳、翔泳社、1996年2月。ISBN 4-88135-349-7。
  - 『神々の指紋』 上、大地舜訳、小学館〈小学館文庫〉、1999年5月。ISBN 4-09-403841-8。
  - 『神々の指紋』 下、大地舜訳、小学館〈小学館文庫〉、1999年5月。ISBN 4-09-403842-6。
- 『神の刻印』 上、田中真知訳、凱風社、1996年9月。ISBN 4-7736-2008-0。
- 『神の刻印』 下、田中真知訳、凱風社、1996年9月。ISBN 4-7736-2009-9。
- 『惑星の暗号』田中真知訳、翔泳社、1998年11月。ISBN 4-88135-665-8。
- 『天の鏡　失われた文明を求めて』サンサ・ファイーア写真、大地舜訳、翔泳社、1999年3月。ISBN 4-88135-622-4。
- 『神々の世界』 上、大地舜訳、小学館、2002年10月。ISBN 4-09-356181-8。
- 『神々の世界』 下、大地舜訳、小学館、2002年10月。ISBN 4-09-356182-6。
  - 『神々の世界』 上、大地舜訳、小学館〈小学館文庫〉、2005年7月。ISBN 4-09-403847-7。
  - 『神々の世界』 下、大地舜訳、小学館〈小学館文庫〉、2005年7月。ISBN 4-09-403848-5。
- 『異次元の刻印　人類史の裂け目あるいは宗教の起源』 上、川瀬勝訳、バジリコ、2008年9月。ISBN 978-4-86238-102-6。
- 『異次元の刻印　人類史の裂け目あるいは宗教の起源』 下、川瀬勝訳、バジリコ、2008年9月。ISBN 978-4-86238-103-3。
- 『リアとレオーニ　時空を超えた姉妹』大地舜訳、講談社、2011年8月。ISBN 978-4-06-216671-3。
- 『神々の魔術　失われた古代文明の叡智』 上、大地舜訳、KADOKAWA、2016年2月。ISBN 978-4-04-101485-1。
- 『神々の魔術　失われた古代文明の叡智』 下、大地舜訳、KADOKAWA、2016年2月。ISBN 978-4-04-101486-8。
- 『人類前史　失われた文明の鍵はアメリカ大陸にあった』 上、大地舜、榊原美奈子訳、双葉社、2020年11月。ISBN 978-4-575-31580-6。
- 『人類前史　失われた文明の鍵はアメリカ大陸にあった』 下、大地舜、榊原美奈子訳、双葉社、2020年11月。ISBN 978-4-575--31581-3。
  - 『人類前史　失われた文明の鍵はアメリカ大陸にあった』 上、大地舜、榊原美奈子訳、双葉社〈双葉文庫〉、2024年9月。ISBN 978-4-575-71506-4。
  - 『人類前史　失われた文明の鍵はアメリカ大陸にあった』 下、大地舜、榊原美奈子訳、双葉社〈双葉文庫〉、2024年9月。ISBN 978-4-575-71507-1。

### 共著
- ロバート・ボーヴァル共著『創世の守護神』 上、大地舜訳、翔泳社、1996年10月。ISBN 4-88135-420-5。
- ロバート・ボーヴァル共著『創世の守護神』 下、大地舜訳、翔泳社、1996年10月。ISBN 4-88135-421-3。
  - ロバート・ボーヴァル共著『創世の守護神』大地舜訳、小学館〈小学館文庫〉、1999年12月。ISBN 4-09-403843-4。
- グラハム・ハンコックほか著 著、ルール・ウースター 編『図説失われた聖櫃』大出健訳、原書房、1997年1月。ISBN 4-562-02880-7。
- ロバート・ボーヴァル共著『タリズマン　秘められた知識の系譜』 上、大地舜訳、竹書房、2005年6月。ISBN 4-8124-2193-4。
- ロバート・ボーヴァル共著『タリズマン　秘められた知識の系譜』 下、大地舜訳、竹書房、2005年6月。ISBN 4-8124-2194-2。
- エハン・デラヴィ共著『人類の発祥、神々の叡智、文明の創造、すべての起源は「異次元」にあった』徳間書店、2006年10月。ISBN 4-19-862246-9。

### まんが
- 『神々の指紋　完全コミック版』 1巻、大地舜訳、小池一夫監修、村野守美画、小池書院〈ひゅうまんコミックシリーズ〉、1997年2月。ISBN 4-88315-436-X。
- 『神々の指紋　完全コミック版』 2巻、大地舜訳、小池一夫監修、村野守美画、小池書院〈ひゅうまんコミックシリーズ〉、1997年3月。ISBN 4-88315-437-8。
- 『神々の指紋　完全コミック版』 3巻、大地舜訳、小池一夫監修、村野守美画、小池書院〈ひゅうまんコミックシリーズ〉、1997年4月。ISBN 4-88315-414-9。
- 『神々の指紋　完全コミック版　2012年人類滅亡編』大地舜訳、村野守美画、小池書院〈King series 漫画スーパーワイド〉、2009年5月。ISBN 978-4-86225-455-9。
- 『神々の指紋　完全コミック版　滅亡へのカウントダウン編』大地舜訳、村野守美画、小池書院〈King series 漫画スーパーワイド〉、2009年6月。ISBN 978-4-86225-456-6。
- 『神々の指紋　完全コミック版　人類生存への道しるべ編』大地舜訳、村野守美画、小池書院〈King series 漫画スーパーワイド〉、2009年6月。ISBN 978-4-86225-457-3。
- 『神の刻印　完全コミック版　ヒットラーも望んだ聖櫃の力』田中真知訳、村野守美画、小池書院〈King series 漫画スーパーワイド〉、2009年11月。ISBN 978-4-86225-550-1。
- 『神の刻印　完全コミック版　ハルマゲドン、聖櫃覚醒！』田中真知訳、村野守美画、小池書院〈King series 漫画スーパーワイド〉、2009年12月。ISBN 978-4-86225-551-8。
- 『神の刻印　完全コミック版　旧約聖書、最大のミステリー』田中真知訳、村野守美画、小池書院〈King series 漫画スーパーワイド〉、2009年12月。ISBN 978-4-86225-552-5。

### 映像作品
『太古からの啓示』8回シリーズのNetflixドキュメンタリー番組。ハンコック自身が出演し、世界各地の遺跡を訪問。これらの存在が超古代文明の存在を示唆しているいう自説を紹介している。2022年11月10日公開。